# Grammitis albosetosa
Grammitis albosetosa là một loài dương xỉ trong họ Polypodiaceae. Loài này được F.M. Bailey Parris mô tả khoa học đầu tiên năm 1975.